# Miriam C. Schmidt Botanical Garden
De Miriam C. Schmidt Botanical Garden is een botanische tuin in Sint Eustatius. De tuin werd in 1998 opgericht door Miriam Schmidt en geeft een overzicht van de lokale flora. De tuin grenst aan het Quill/Boven National Park en strekt zich uit over de zuidelijke hellingen van de Quill.

## Geschiedenis
In de jaren 1990 begon Miriam Schmidt het plan op te vatten om de flora van Sint Eustatius te beschermen, omdat die bedreigd werd door invasieve soorten en projectontwikkelingen. In 1998 werd door de eilandraad grondgebied ter beschikking gesteld. Schmidt overleed voordat de tuin klaar was, maar vrijwilligers hadden het werk voortgezet. De tuin bevat planten die oorspronkelijk op Sint Eustatius voorkwamen, en planten die door de kolonisten naar het eiland waren gehaald.
In 2017 werd de Miriam C. Schmidt Botanical Garden zwaar beschadigd door orkaan Irma, en in 2019 was een herstel- en verbetersprogramma gestart.

## Overzicht
In Miriam C. Schmidt Botanical Garden onder andere paradijsvogelbloemen, Jasminum, Russelia equisetiformis en Crescentia cujete te zien. Een gedeelte is beplant met fruitbomen. De flora trekt veel vogels aan zoals Antilliaanse kuifkolibrie, maskergrondvink en het Antillendikbekje.
De tuin is moeilijk te bereiken per auto. Het laatste gedeelte kan via het wandelpad Bird Trail worden afgelegd.